# Ландратская перепись
Ландратская перепись — подворная перепись, проведённая в ряде губерний России в 1716—1717 годах (в некоторых пунктах началась с середины 1715 года по отдельным указам) по указу Петра I от 10 декабря 1715 года. 
Проведение переписи было поручено ландратам (от нем. Land — земля, страна, Rat — совет) — местным чиновникам, стоявшим во главе ландратских доль.

## История
Предшествовавшая ей перепись 1710 года, произведённая при Петре I, носила черты подворной переписи, но итоги её, вскрыв катастрофическое сокращение податных дворов, поставили Петра перед фактом возможного резкого сокращения государственных податей. В переписи 1710 года была сделана попытка записывать оба пола. От переписи 1678-го до переписи 1710 года численность податных хозяйств сократилась на 19,5 %. Пётр I отверг результаты переписи 1710 года и приказал принимать подати по книгам 1678-го. Одновременно он приказал произвести новую перепись, известную под именем «ландратской» (по имени должностных лиц, стоящих во главе губернии) в течение 1716 и 1717 годов. Произведённая в ряде губерний, эта перепись показала различный процесс движения, дворов и населения. Если раньше, с целью относительного сокращения налогов, были замечены массовые случаи формального объединения дворов, то ландратская перепись числовой характеристикой доказала это: процесс уменьшения хозяйств в сторону увеличения и уменьшения шёл значительно медленнее, нежели процесс изменения численности населения.
Сама перепись предопределяла резко отрицательное отношение со стороны населения и даже жесточайшие наказания за утайку не давали правительству желаемых результатов. Множество ошибок происходило из-за невежества и небрежности переписчиков, а также из-за взяток переписчикам за пропущенные дворы. С другой стороны, за недачу взятки пустые дворы записывались как жилые, были случаи пропусков целых деревень или одно и то же село переписывалось дважды.
По результатам переписи было отмечено, что имелся факт объединения дворов с целью уменьшения налоговых выплат. Кроме того, население сопротивлялось проведению переписи, и это при том, что за подобное предусматривалось наказание со стороны властей. Сами переписчики нередко брали взятки и допускали ошибки, в результате которых некоторые населённые пункты либо переписывались дважды, либо пропускались вообще. По сравнению с подобной переписью 1678 года, в этой были учтены и лица женского пола.